# Thousand Foot Krutch
Thousand Foot Krutch（縮寫爲TFK） 是一支加拿大基督教搖滾樂隊。其成員爲：Trevor McNevan、Joel Bruyere 和 Steve Augustine。 他們其中兩名成員還創建了有一個名為 FM Static 的流行朋克樂隊。

## 樂隊歷史

### 創立和《Shutterbug》時期 (1995-1996)
Trevor McNevan 在他的家鄉多倫多東北部的安大略省彼得伯勒市就讀高中，並在1995年與他的兒時好友 Joel Bruyere 和鼓手 Steve Augustine 組建了這支樂隊。McNevan 的第一支樂隊名叫 Oddball，吉他手是 Dave Smith，貝斯手是 Tim Baxter，鼓手是 McNevan 的好朋友 Neil Sanderson（Three Days Grace 現任鼓手）。Oddball 只僅於1995年錄製並發佈了一張專輯 Shutterbug，其中包含 27 首歌曲，包括說唱和嘻哈歌曲。接着，McNevan 在 Peterborough 的 Barry Haggarty 工作室錄製歌曲，爲支付錄音費用，他在麥當勞和其他地方工作。最終， 歌曲“Lift It”首次發佈；該歌曲今後又在 Thousand Foot Krutch 的《Set It Off》專輯中被重製並收錄。

### 《That’s What People Do》時期 (1998-2000)
That's What People Do 寫於 McNevan 組建樂隊的同一年，並在 1998 年獨立發行，銷量超過 5000 份。這使 TFK 在安大略省和國外名聲大噪。 1999 年，7 Ball 雜誌將他們評為北美最好的 25 支樂隊之一，他們得了“最佳獨立曲目”獎，McNevan被 The Wire 雜誌的讀者選爲“年度最佳歌手”。 然後，他們在 2000 Wire Awards 上被授予“年度最佳樂隊”稱號。 此外，他們還被安大略省巴里的 100.3 FM 評為千禧年第一樂隊。 

### 《Set It Off》時期 (2000-2002)
Set It Off 於 2000 年 11 月 14 日發行。這是該樂隊發行的的第一張獨立廠牌專輯。 儘管這張專輯中曲目的風格以融入了嘻哈元素的新金屬爲主，其中的幾首歌（包括 "Puppet "和 "Supafly"）仍在世俗和基督電臺中擁有了一定影響力，樂隊通過自我宣傳和人們口耳相傳而聲名遠揚。樂隊在北美巡迴演出，並在他們的廂型車上售出了 85,000 份專輯，引起了各廠牌的廣泛關注。樂隊还製作了限量的《Set It Off》的 "预发行 "版本，並且只在他们在安大略省彼得伯勒的戈登-贝斯特剧院举行的发行派对上對当地粉丝發售。之後，TFK 與 Finger Eleven、Econoline Crush、Treble Charger 等樂隊一起進行巡迴演出。 Three Days Grace當時是一個翻唱樂隊，所以他們經常作爲 TFK 的後援出現；McNevan 幫助 Three Days Grace 錄製了其同名專輯，並在該專輯中的"This Movie"曲目中獻聲。大約在同一時間，Dave Smith 離開了樂隊，使 McNevan 成為樂隊唯一的原始成員。後來Myke Harrison作爲吉他手加入樂隊，不過在大約一年後退出。 在 Dave Smith 離開後，McNevan 開始負責譜寫所有的吉他譜，樂隊在那時沒有讓其他人繼任吉他手的位置，而是任用了獨立吉他手。
這張專輯的第七首歌曲“Unbelievable”是 EMF 樂隊同名歌曲的翻唱，該曲目出現在 2010 年電影 Just Wright 的原聲帶中。

### 《Phenomenon》時期 (2003-2004)
2003 年，樂隊經過長期考慮後與 Tooth & Nail Records 簽約，並發行了廣受好評的CD《Phenomenon》。雖然與《Set it Off》展現出的濃厚說唱風格有些不同，但《Phenomenon》仍然有着 McNevan 有節奏的人聲和飽滿的現代金屬元素。這張專輯在發售後很受歡迎，並催生了包括“Rawkfist”的四首單曲。這張 CD 售出 2,000,000 張，成為 Tooth & Nail 廠牌歷史上最暢銷的專輯之一。他們在 2004 年通過 Tooth & Nail 重新發行 Set it Off 並繼續取得成功，此次發行加大了發行量並添加了六首曲目，其中五首來自《That's What People Do》，剩餘一首則是由Gavin Brown製作的新歌“Everyone Like Me” 。
同時，McNevan 和 Augustine 組建了一支名為 FM Static 的附屬樂隊；與 TFK 不同，其風格以流行龐克和流行搖滾爲主，整體基調更加輕鬆。 FM Static 的多首歌曲取得了排行榜第一的成績，其中包括“Crazy Mary”和“Something to Believe In”。 2004 年，TFK 在“Sea of Faces”巡演中與 Falling Up, Kutless 以及 FM Static 一起出演。

### 《The Art of Breaking》時期 (2005-2006)
2005 年 7 月 19 日，樂隊發行了他們的第三張全長專輯，名為《The Art of Breaking》，由 Arnold Lanni 製作。 這張專輯幾乎完全脫離了《Phenomenon》的新金屬風格並轉向重金屬風格， 它也是第一個以吉他獨奏爲特色的專輯。 這張專輯受到歌迷的好評，但也有人不滿樂隊風格的改變。 專輯中的單曲 Move 在 2006 年初的 Billboard Mainstream Rock 排行榜上排名第 17 位。其他單曲包括“Absolute”和“Breathe You In”，後者被發佈到另類搖滾電台，並且是是樂隊最早的慢調曲目之一。 在此期間，樂隊進行了廣泛的巡演。

### 《The Flame in All of Us》時期 (2007-2008)
2006 年，McNevan 與 TobyMac 合作並創作了專輯《Portable Sounds》中的歌曲“Ignition”。 這首歌已被用於包括 Monday Night Football 和 NASCAR 在內的播放。 因此，在 2007 年初，樂隊參加了 TobyMac Portable Sounds 巡演。 這次巡演非常成功，TobyMac 邀請他們也參加年終巡演。 
在與製作人 Ken Andrews 合作後，TFK 於 2007 年 9 月 18 日發行了《The Flame in All Us》，其風格轉向更主流的搖滾音樂，並受到加拿大藝術家 Our Lady Peace 和其他金屬樂隊的深遠影響。這張專輯包括單曲“Falls Apart”、“What do we Know?”、“Favorite Disease”和“The Flame in All of Us”。 2008 年 1 月 20 日，“The Flame in All of Us”成為第 1000 首登上 ChristianRock.Net 排行榜前 30 名的歌曲。他們的下一次巡演在 2008 年初與 Skillet 和 Decyfer Down 共同舉行。 經過漫長的夏季音樂節和一次性演出後，他們參加了第一次基督教音樂節 Creation Festival，並與其它八支樂隊共同出演，參與演出的樂隊分別爲：Kutless、Pillar、KJ-52、Fireflight、Worth Dying For、Run Kid Run、Esterlyn、Capital Lights、Thousand Foot Krutch。他們被要求列出三個巡演日期，但他們拒絕了。他們還為由 Tooth & Nail Records 製作的 X Christmas 聖誕專輯錄製了聖誕歌曲“Jingle Bell Rawk”。

### 《Welcome to the Masquerade》時期 (2009)
Thousand Foot Krutch 的下一張專輯《Welcome to the Masquerade》在2009年初首次被向外界公佈。 4月，McNevan 在 TFKTV 的節目中出現並與歌迷聊天，他透露了關於這張唱片的幾個訊息。樂隊與 Aaron Sprinkle 重聚，並與 Matt Carter 和 Randy Staub 共同製作這張專輯。這張專輯於2009年9月8日發行，並在 Billboard 200 中排名第 35 位。 專輯中的歌曲 "Fire It Up "在包括 Ea Sports NHL 10 的多個電子遊戲中出現，同時也在《特種部隊：眼鏡蛇的崛起》的電影預告片中出現。2009年夏天，McNevan 接受了闌尾的緊急手術，導致樂隊原定於在 Creation West 音樂節中的表演被取消。在他康復後，樂隊繼續出現在許多其他音樂節上，包括他們在 Soulfest 的首次亮相。 除此之外，他們還宣布了將舉行年終巡演以支持新專輯。 他們還出現在 Creation Festival：The Tour 上與 Jars of Clay、Audio Unplugged、B.Reith、FM Static 和 This Beautiful Republic 同臺演出。